# طرخشقون جزيري
طرخشقون جزيري (الاسم العلمي:Taraxacum insularum) هو نوع من النباتات يتبع جنس الطرخشقون من الفصيلة النجمية.